# Палац культури залізничників (Ростов-на-Дону)
Палац культури залізничників (ПК Залізничників, Ленпалац) — будинок культури в Ростові-на-Дону. Об'єкт культурної спадщини регіонального значення.

## Історія
На початку 1924 року профспілка головних майстерень Владикавказької залізниці в Ростові-на-Дону виступила з ініціативою будівництва Палацу Праці на честь вождя пролетаріату В. І. Леніна (також називався Робочий палац імені Леніна або Ленпалац).
Місце під будівництво Палацу культури було обрано не випадково. Тут в грудні 1905 року народна дружина, що складалася з робочих Владикавказької залізниці, на барикаді № 1 з 13 по 20 грудня відбивала натиск царських військ і козаків.
3 травня 1924 року відбулася закладка фундаменту майбутнього Палацу культури залізничників. Будівництво просувалося швидко і 6 листопада 1927 року відбулося урочисте відкриття палацу. Автори проекту архітектори М. Кондратьєв, А. Маркелов, Л. Еберг.
Перших відвідувачів Палац прийняв в 1928 році. З цього моменту всі великі залізничні заходи і урочисті зустрічі проходили в стінах палацу. Однією з таких пам'ятних подій стала зустріч залізничників з Михайлом Шолоховим в жовтні 1934 року. У 1941 році в Ленпалаці був сформований 1135-й стрілецький полк 339-ї ростовської стрілецької дивізії.
Під час Німецько-радянської війни будівля палацу була частково зруйнована. Проект його відновлення склала архітектор Зоя Поченцова-Орлинська. Повністю відновні роботи завершилися в 1957 році. У 1960 році відкрився музей залізничної слави, в 1961 році — музей історії, релігії та атеїзму.
На будівлі Палацу культури були встановлені три меморіальні дошки:
- «Палац культури залізничників імені В. І. Леніна побудований на місці збройного повстання 1905 року ростовських робітників проти царського самодержавства»,
- «У збройному повстанні робітників проти царського самодержавства в 1905 році героїчно загинули: Анатолій Собінов, Дмитро Півін, Клара Рейзман, товариш Василь, Сара Лейтер, Антон Уваров»,
- «У цьому будинку в серпні 1941 року був сформований 1135-й стрілецький полк 339-ї ростовської стрілецької дивізії»[4].